# Minanapis casablanca
Espèce
Minanapis casablanca est une espèce d'araignées aranéomorphes de la famille des Anapidae.

## Distribution
Cette espèce est endémique du Chili. Elle se rencontre dans les régions des Lacs, d'Araucanie et du Biobío.

## Description
Le mâle holotype mesure 0,91 mm et la femelle paratype 1,07 mm.

## Étymologie
Son nom d'espèce lui a été donné en référence au lieu de sa découverte, le volcan Casablanca.

## Publication originale
- Platnick & Forster, 1989 : A revision of the temperate South American and Australasian spiders of the family Anapidae (Araneae, Araneoidea). Bulletin of the American Museum of Natural History, no 190, p. 1-139 (texte intégral).